# Abd el-Hussein Charafeddine al-Musawi
 (janvier 2021).
La mise en forme du texte ne suit pas les recommandations de Wikipédia : il faut le « wikifier ».
Les points d'amélioration suivants sont les cas les plus fréquents. Le détail des points à revoir est peut-être précisé sur la page de discussion.
- Les titres sont pré-formatés par le logiciel. Ils ne sont ni en capitales, ni en gras.
- Le texte ne doit pas être écrit en capitales (les noms de famille non plus), ni en gras, ni en italique, ni en « petit »…
- Le gras n'est utilisé que pour surligner le titre de l'article dans l'introduction, une seule fois.
- L'italique est rarement utilisé : mots en langue étrangère, titres d'œuvres, noms de bateaux, etc.
- Les citations ne sont pas en italique mais en corps de texte normal. Elles sont entourées par des guillemets français : « et ».
- Les listes à puces sont à éviter, des paragraphes rédigés étant largement préférés. Les tableaux sont à réserver à la présentation de données structurées (résultats, etc.).
- Les appels de note de bas de page (petits chiffres en exposant, introduits par l'outil «  Source ») sont à placer entre la fin de phrase et le point final[comme ça].
- Les liens internes (vers d'autres articles de Wikipédia) sont à choisir avec parcimonie. Créez des liens vers des articles approfondissant le sujet. Les termes génériques sans rapport avec le sujet sont à éviter, ainsi que les répétitions de liens vers un même terme.
- Les liens externes sont à placer uniquement dans une section « Liens externes », à la fin de l'article. Ces liens sont à choisir avec parcimonie suivant les règles définies. Si un lien sert de source à l'article, son insertion dans le texte est à faire par les notes de bas de page.
- La présentation des références doit suivre les conventions bibliographiques. Il est recommandé d'utiliser les modèles {{Ouvrage}}, {{Chapitre}}, {{Article}}, {{Lien web}} et/ou {{Bibliographie}}. Le mode d'édition visuel peut mettre en forme automatiquement les références.
- Insérer une infobox (cadre d'informations à droite) n'est pas obligatoire pour parachever la mise en page.

Pour une aide détaillée, merci de consulter Aide:Wikification.
Si vous pensez que ces points ont été résolus, vous pouvez retirer ce bandeau et améliorer la mise en forme d'un autre article.
Abdel al-Husayn Sharaf al-Din al-Musawi,  qui s'écrit également Abdel Hussein Charafeddine, Sharafeddine ou Sharafeddin (en arabe : عبدالحسين شرف الدين الموسوي), était un savant islamique chiite duodécimain, qui a été largement considéré comme un réformateur social, « activiste », et figure éminente de la ville moderne de Tyr au Sud-Liban (grand Sayyed).

## Biographie

### Antécédents familiaux
Sayyid Sharaf al-Din est né en 1872 à Kadhimiya en Irak ottoman dans une famille libanaise d'éminents érudits religieux. Son père al-Sayyid Yusuf Sharaf al-Din était du village de Shuhur dans le Jebel Amel, la région chiite de ce qui est maintenant le Sud du Liban, et a étudié à Nadjaf, tandis que sa mère était Zahra Sadr, la fille de l' ayatollah al -Sayyid Hadi al-Sadr et la sœur d' al-Sayyid Hasan al-Sadr, le célèbre savant chiite (auteur du livre Ta'sis al-Shi'a li 'ulum al-Islam ) et le cousin de Sayyid Musa Le grand-père de Sadr. La lignée de sa famille remonte à Ibrahim ibn Musa al-Kazim, le fils de l'imam Moussa al-Kazim.

### Irak ottoman et Liban
Alors qu'il n'avait qu'un an, son père a déménagé avec sa famille à Nadjaf afin de poursuivre des études islamiques. À l'âge de huit ans, sa famille et lui retournent au Liban. Sayyid Sharaf al-Din se marie à 17 ans. À 20 ans, il retourne en Irak afin d'étudier dans des séminaires cléricaux à Samarra et Nadjaf. Il y vit pendant douze ans jusqu'à ce qu'il devienne mujtahid (raisonnement indépendant en matière juridique) à l'âge de 32 ans
« Ses études religieuses ne se limitaient pas uniquement au chiisme mais incluaient également le zaïdisme et le sunnisme ». 
Sayyid Sharaf al-Din retourne par la suite au Liban et s'installe d'abord dans le village natal de son père de Shuhur, puis à Tyr / Sour où il se fait connaître localement en peu de temps. Là, il fonde un centre communautaire religieux. Plus tard, le rang le plus élevé d'une autorité religieuse au Liban, Sayyed Ali al-Amin, lui est attribué (en arabe : Ijaza) pour émettre des fatwa (décisions juridiques) En 1908 (1326 AH), Sayed Sharafeddin joue un rôle décisif dans la lutte pour le pouvoir déclenchée par la révolution des jeunes turcs de 1908. Ainsi il lance un appel à des élections au parlement Ottaman. À cette époque à Jabal Amel, une lutte politique a lieu entre d'un côté Rida al-Sulh d'une dynastie sunnite de Sidon et Kamil Al-As'ad de la dynastie chiite de Ali al-Saghir de l'autre côté. Le premier avait mis à l'écart le clan Al-As'ad dans la région côtière avec le soutien des principales familles chiites comme le clan al-Khalil de Tyr, tandis que le second dominait toujours l'arrière-pays. Sayyid Sharaf al-Din fait pencher la balance en faveur des Al-Asa'ads. Grâce à sa réputation largement respectée « Alim [savant religieux] dont les livres ont été enseignés dans les écoles de premier plan chiites telles que Nadjaf en Irak et Qum en Iran. ». 
En plus de son engagement dans le travail social à Sour et Jabal 'Amil, Sayyid Sharaf al-Din a poursuivi ses efforts d'écriture et d'édition. En 1910 (1327 AH), il publia des Questions importantes pour l'union de la Oummah (al-Fusul al-Muhimah fi Ta'lif al-Ummah)
.
En 1913 (1331 AH), il eut l'occasion de mettre en œuvre ses vues sur l'unité musulmane. Il se rendit en Égypte et rencontra Shaykh Salim al-Bishri, le chef de la mosquée Al-Azhar. Le résultat de leurs discussions et de leur longue correspondance fut le livre al-Muraja'at. Le livre comprend 112 correspondances entre Sharaf al-Din et le mufti de l'université al-Azhar, al-Shaykh Salim al-Bishri. Les correspondances portent sur la question du califat et de l'imamat d'un point de vue chiite; Les arguments sunnites et chiites sont examinés et critiqués dans ce livre par des appels aux versets du Coran et aux sources fiables des hadiths sunnites.
L'une des décisions qu'il a prises pour unir la Oumma musulmane fut de choisir le 12 de Rabia al awal pour célébrer l'anniversaire de Muhammad plutôt que le 17 de Rabi' al-Awal.
Il choisit délibérément cette date parce que c'était celle reconnue par les musulmans sunnites. Et souhaitait ainsi rapprocher tous les musulmans, chiites et sunnites. Après avoir célébré cet événement dans sa mosquée, Sayyid Sharaf al-Din se rendit chez les sunnites pour fêter l'événement avec eux.

### Royaume panarabe de Syrie - OETA franco-britannique (1918–1920)
Après l'effondrement de l'Empire ottoman à la fin de la Première Guerre mondiale et la déclaration du Royaume arabe de Syrie sous Fayçal Ier à la suite de la conquête du Levant par l' armée chérifienne avec le soutien de l'Empire britannique, Sayyid Sharaf al-Din est devenu le principal partisan d'une unité au sein d'une Grande Syrie et organisateur de la résistance non - violente contre les ambitions françaises à Jabil Amil. Au début des années 1920 (1338 AH), Sayyid Sharaf al-Din a conduit une délégation chiite à Damas pour faire valoir l'unité avec la Syrie.

Lorsque la commission King-Crane du gouvernement des États-Unis a visité la région en 1337 AH (1919), Sayyid Sharaf al-Din a demandé le soutien des États-Unis pour une Syrie unie avec Faisal comme roi:
" Cela a irrité les Français qui ont apparemment encouragé une tentative infructueuse d'assassiner Sharaf al-Din. "
Le régime panarabiste pris fin en moins de deux ans et la France proclama le nouvel État du Grand Liban sous mandat colonial français. Sayyid Sharaf al-Din fut contraint de fuir:
« Sa maison à Tyr a été pillée par des soldats français, ses livres et manuscrits ont été confisqués, une autre maison dans un village voisin a été incendiée. Il fuit à Damas, puis dût quitter cette ville pour l'Égypte et ensuite pour un bref séjour de plusieurs mois en Palestine "
.

### Régime colonial français (1920-1943)

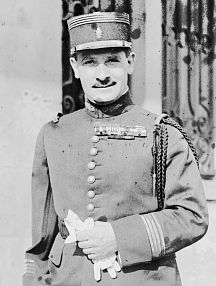
Né en Russie, Zinovi Pechkoff, qui avait été le protégé de l'écrivain Maxime Gorki, photographié en 1926

Le premier septembre 1920, les dirigeants coloniaux français proclament le nouvel État du Grand Liban sous la tutelle de la Société des Nations représentée par la France. Le haut commissaire français en Syrie et au Liban est devenu le général Henri Gouraud. Tyr et le Jabal Amel étaient rattachés en tant que partie méridionale du mandat Lorsque Gouraoud a invité Sayed Sharafeddin à revenir, il est retourné à Tyr en juin 1921 Par la suite, Sharafeddin parvient à un " rapprochement " avec le régime colonial et entretient même des relations amicales avec le gouverneur militaire du Sud-Liban, Zinovi Pechkoff qu'il recevait régulièrement en tant qu'invité d'honneur aux événements religieux de Tyr.
Ainsi, Sayyid Sharaf al-Din a rapidement ressurgi comme le personnage le plus déterminant pour le développement de la ville moderne de Tyr, d'abord à la tête du conseil municipal jusqu'en 1926 (1344 AH ).
Pendant les rituels du hajj de 1340 AH (1922), Sharaf al-Din a été invité par Malik Husayn, le roi d'Arabie, à diriger les prières de la congrégation à Masjid al-Haram auxquelles assistaient les musulmans chiites et sunnites.
En 1346 AH (1928), la première mosquée chiite de Tyr a été construite, utilisant l'architecture traditionnelle locale et centrée autour de deux colonnes de granit romaines. Elle a été nommée Mosquée Abdel Hussein après Sharafeddine.
À la fin de 1355 AH (1937), il partit en Irak pour visiter les sanctuaires sacrés là-bas. En 1356 AH (1937-38) il se rendit en Iran pour visiter les sanctuaires sacrés de Qom et Mashhad ainsi que le séminaire islamique de Qom.

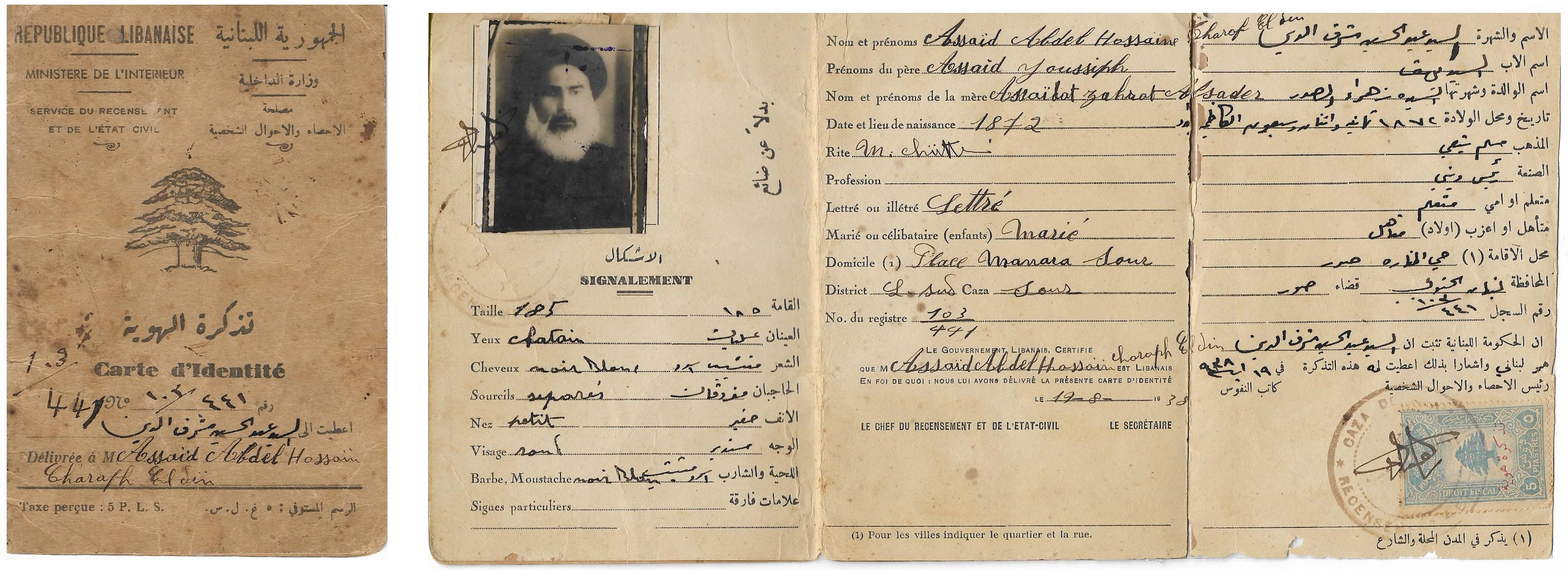
Le passeport de Sharafeddin daté de 1938, notant qu'il était « alphabétisé »

La même année, Sharafeddine a fondé une école pour filles, la première école primaire du Sud-Liban. Cette dernière s'est rapidement développée, notamment grâce aux dons de marchands qui avaient émigré de Tyr vers Afrique de l'Ouest et y avaient fait fortune Sayyid Sharaf al-Din devint  rapidement" un noyau pour l'activité politique à Tyr en particulier et à Jabal 'Amil dans son ensemble ".
En 1365 AH (1946), il fonda un institut de charité pour aider les personnes dans le besoin, et dans les dernières années de sa vie, il écrit le livre, al-Nass wa l-ijtihad.
Sharaf al-Din est mort en 1957 au Liban. Il fut enterré près de la mosquée Imam Ali à Nadjaf.
Peu de temps avant sa mort, Sharafeddine a nommé Sayyid Moussa Sader comme son successeur.

## Héritage

### Travaux
- Questions importantes pour unir la Oummah (al-Fusul al-Muhimah fi Ta'lif al-Ummah), un livre qui soulignait la nécessité d'unir les musulmans. Dans ce texte, il a abordé les disputes et les différences entre les chiites et les sunnites.
- Un dialogue chiite-sunnite (al-Muraja'at)
- Questions sur la jurisprudence (Masa'il Fiqhiyya)
- Al-Nass wa l-ijtihad...

## Voir également
- Liste des érudits islamiques